# 香港2006年7月

## 7月1日
- 香港政府公佈2006年授勳名單，本年總共有277人獲授勳或嘉獎。當中行政會議成員李業廣、前全國政協常委李東海及前任行政長官董建華獲頒大紫荊勳章；行政會議成員兼立法會議員陳智思、前民政事務局常任秘書長李麗娟、荃灣區議會主席周厚澄、環境運輸及工務局常任秘書長（工務）盧耀楨工程師、商人余國春及蒙民偉獲頒金紫荊星章；而立法會議員林偉強、何鍾泰及馮檢基則獲頒銀紫荊勳章；去年七月遇襲癱瘓至今的警員朱振國、以及本年三月於尖沙咀槍擊案中殉職的警員曾國恆以及在此案中受傷的警員冼家強獲頒金英勇勳章；此外，資深新聞工作者周融獲頒銅紫荊星章；香港單車隊總教練沈金康、武術運動員李暉、粵劇演員梁漢威、陳劍聲、話劇導演高志森、文學家梁秉鈞（也斯）獲頒榮譽勳章；去年於蕭邦國際音樂大賽中成續名列前茅的鋼琴家李嘉齡、乒乓球隊總教練惠鈞則獲頒行政長官社區服務獎狀。香港政府新聞稿 （页面存档备份，存于）
- 香港民間人權陣線發起七一遊行，爭取普選，前政務司司長陳方安生亦有出席遊行，民陣稱有5.8萬人參加，而警方則稱有2.8萬人參加。Yahoo!新聞

## 7月2日
- 本港馬季結束，各個獎項均花有主。其中蔡約翰第四次奪得冠軍練馬師榮銜；韋達連續第六季榮膺冠軍騎師；黎海榮連續第二季成為冠軍見習騎師。“最大進步馬匹獎”由季內評分躍升五十八分的「好利威」奪得。此外，馬會亦為三匹曾為香港爭光的冠軍名駒“風雲小子”、“駿河”、“好望角”光榮告別馬壇舉行歡送儀式。香港賽馬會 1 （页面存档备份，存于），2 （页面存档备份，存于）、3 （页面存档备份，存于）、4 （页面存档备份，存于）、5 （页面存档备份，存于）

## 7月3日
- 銀行業界表示要以減少分行來減低營運成本。雅虎新聞:星島日報

## 7月4日
- 天水圍新市鎮天華邨華祐樓一個單位女戶主偕同兩名女友人疑燒炭身亡。雅虎新聞:明報

## 7月6日
- 創維數碼（0751）前主席黃宏生兄弟串謀詐騙罪成今天被判重囚6年，有中港兩地十數名人政要求情不果。其母羅玉英帶款仍然在逃。明報

## 7月7日
- 衛生署衛生防護中心公布再有7人於一間連鎖式日本麵店「別府御前料理」進食生海膽後懷疑食物中毒。7名患者分別於7月2日及3日，到位於該麵店位於大角咀奧海城及杏花邨的分店進食生海膽出現肚瀉、嘔吐、肚痛、作嘔及發燒的病徵，其中一名患者的糞便樣本被驗出副溶血性弧菌。衛生防護中心現正調查兩宗中毒個案是否與本週初四宗有關日本餐廳「郎田日本料理」懷疑食物中毒個案有關。發言人指至今共有24個群組共66人，於6月27日至7月3日在上述日本餐廳於紅磡、銅鑼灣及鰂魚涌的四間分店進食後感到不適。而食環署食物安全中心的初步調查顯示，該批生海膽是由同一個供應商「何氏兄弟海產公司」所供應，食物安全中心已要求該供應商停止售賣該食品。香港政府新聞稿 （页面存档备份，存于）

- 長沙灣捷成汽車集團大廈下午發生罕見意外，一名於保時捷維修中心任職的德國籍工程師剛把一部剛修妥的跑車由車廠3樓駛入升降機到地下，準備將車交回車主。但升降機尚未到達，跑車撞開上下開合的升降機門，再垂直撞入升降機槽，最後停在一樓的升降機頂。遇事工程師受輕傷，由消防救出後再送院診治。警方警方懷疑事件涉及人為疏忽，初步相信有人誤踏油門導致意外，將案列為「交通意外有人受傷事件」處理，並交由西九龍交通意外調查組跟進。雅虎新聞：明報

- 香港於三天內發生第二宗鋁窗墜樓傷人事件，西灣河欣景花園第三座一個單位的鋁窗，於早上七時半左右，一塊面積約22吋乘26吋從高處墮下，擊傷一名32歲陳姓男途人。男途人被玻璃碎片濺傷頸項及耳朵，需送院治理。警方在單位內帶走41歲菲律賓籍女傭協助調查，其後再將45歲譚姓女戶主拘捕，並將鋁窗殘骸檢走作進一步調查。雅虎新聞：明報

- 警方展開代號「Bitterwood」行動，以掃蕩不法商人以威逼及不誠實手法強迫學生購入教科書。警員將由即日起至2006年9月3日到旺角區內各間書店巡視及派發海報及單張，以提醒消費者提防不法二手書店。旺角警區反黑組第三隊主管歐陽肇剛指出在2004年發現5宗涉及售賣二手書的案件，其中一宗案件，四名被告更有黑社會背景。警方強調，若不法二手書店情況嚴重，不排除派出探員喬裝學生購書，以將騙徒繩之以法。雅虎新聞：明報

- 一輛由紅磡火車站開往機場的城巴機場巴士，於早上11時半左右駛經漆咸道南欲右轉往梳士巴利道時，巴土失控直衝上行人路，撞毀消防水龍頭、鐵欄及路牌。當時行人路上無人經過，司機及車上9名乘客均無受傷。司機報稱因天雨路滑而肇禍，及後他接受呼氣測試，證實並無飲酒。雅虎新聞：明報

## 7月8日
- 尖沙咀海濱花園地下海水散熱的泵房發生水浸，令香港文化中心、香港藝術館及香港太空館等在天氣炎熱下空調中斷，出現「熱爆」婚禮。 星島日報
- 香港政府實行五天工作制後的首個星期六，有部份市民感到不便。

## 7月10日
- 香港政府公佈新一輪高層官員任命名單：現任食環署署長梁永立行將退休，其職任由現任衛生福利及食物局副秘書長陳育德接替；現任扶貧委員會秘書長的謝凌潔貞將出任政制事務局常任秘書長；前任環境運輸及工務局副秘書長張雲正將接替袁銘輝出任保險業監理專員。另有兩個政府部門的首長行將退休，他們分別為規劃署署長馮志強及懲教署署長彭詢元，他們的職位將會由其副手伍謝淑瑩及郭亮明接任，而原為懲教署助理署長應國正則會接替郭亮明，成為懲教署副署長。香港政府新聞稿1 （页面存档备份，存于）、2 （页面存档备份，存于）
- 李澤楷出售盈科拓展持有的兩成三電盈股權給前花旗集團高級顧問梁伯韜的公司，開價92億港元，每股作價6元。雅虎新聞 明報
- 香港有9家學校獲國際「2006啟發潛能教育獎」殊榮，包括本地的中華基督教會譚李麗芬紀念中學、東華三院邱金元中學、靈糧堂劉梅軒中學、荔景天主教中學、鐘聲慈善社胡陳金枝中學、青松侯寶垣中學、聖公會阮鄭夢芹小學、大埔舊墟公立學校（寶湖道），以及安基司幼稚園暨國際幼兒園。是項活動由香港教育統籌局常任秘書長羅范椒芬擔任主禮嘉賓。香港政府新聞稿 （页面存档备份，存于）、星島日報

## 7月11日
- 香港旅遊大使及電影巨星成龍在紅館舞台上酒後語言暴力（爆粗）事件，香港旅遊發展局表示「不願置評」。明光社總幹事指出，公眾人物的行為可能成為年輕人模仿對像。 有不少李宗盛的觀眾網上留言表達不滿。明報、大公報、聯合新聞網 （页面存档备份，存于）

## 7月12日
- 香港警方在新界拘捕一名24歲男子，懷疑他向日本內閣官房長官安倍晉三寄出死亡恐嚇信。警方消息指兩封恐嚇信內有中文署名「劉燿德」，並附有一個香港地址。日本警方經詳細檢查後，透過國際刑警組織與香港警方聯絡，並提供恐嚇信內容及刀片的照片，香港警方憑名字及地址等重要線索後拘捕疑人。被捕男子為恆生商學書院的應屆畢業生，相信他不滿日本軍國主義而寄出恐嚇信，並非受他人或任何團體組織唆使。明報

## 7月13日
- 為了保持街道安全和整潔，香港民政事務總署聯同食環署今早首次採取行動，沒收擺放在街上的「舊衣回收籠」，並將會引用香港法例第228章《簡易程序治罪條例》 （页面存档备份，存于），檢控籠主，若罪成，物主最高可能被判罰款5000港元或者監禁3個月。星島日報
- 食環署署長引用香港法例第132X章《食物業規例》，飭令由今日起暫時吊銷油麻地吳松街103號地下的一家小食店牌照14天。星島日報

## 7月14日
- 屯門公路於凌晨發生交通意外，事發於屯門公路往屯門方向，一輛運送報紙的密斗貨車-於駛至近小欖浪翠園時，疑因司機連續工作近兩星期造成精神疲勞而失事，司機被拋出車外重創昏迷，送院搶救後證實不治。警方正調查司機肇事時是否超速駕駛或是末有扣好安全帶而肇禍，並將貨車上的所有報紙檢走以確定貨車有否超重載貨。警方事後一度封鎖現場中、慢線調查，引致行車緩慢，並引發一宗無人受傷的三車交通意外，導致屯門公路往屯門方向一度全線封閉。明報
- 一名雜技表演者被控於本年4月8日晚上8時，在旺角西洋菜南街表演「吞火」時滋擾他人被警方票控，案件於九龍城裁判法院進行聆訊，獲控方獲撤銷起訴。被告在判決後指政府及地產發展商壟斷香港的「公共空間」，即使政府及地產發展商舉辦文化活動，亦只屬有限度開放。他希望政府在各區設置表演場地，以舉辦具本土特色的文化活動。 [香港法院案件編號：KCS12413/2006] 明報

## 7月15日
- 香港特首曾蔭權訪新加坡，引發香港與新加坡的多方比較。明報
- 2006年香港中期人口統計正式開始，為期18日。 香港政府新聞稿

## 7月16日
- 受活躍西南季候風影響，凌晨香港下起暴雨，香港天文台發出黑色暴雨警告。在凌晨2時至3時的一小時內，天文台總部錄得115.1毫米雨量，打破了天文台有紀錄以來的一小時內最高時雨量紀錄。天文台新聞發佈 （页面存档备份，存于）

## 7月18日
- 香港政府公佈有關改革香港稅制的諮詢文件，研究透過開徵商品及服務稅（GST）以擴闊稅基的可行性。 香港政府新聞公報 （页面存档备份，存于）

## 7月19日
- 為期六日的香港書展2006在香港會議展覽中心開幕。香港書展官方網站 （页面存档备份，存于）

## 7月22日
- 為日本動畫《多啦A夢》男主角大雄配音十多年的香港資深配音員盧素娟，因腸癌在沙田醫院離世，享年54歲。明報

## 7月24日
- 沙田富山公眾殮房辦理認領遺體又發現出錯，香港衛生署署長林秉恩不認為殮房的員工出錯。星島日報[]
- 觀塘樂華邨敏華樓及奐華樓近日發生高空擲物傷人事件，警方調查未有結果。明報[]
- 從事鋁材生產的海域集團(Hkex:1220)及其化工業務分支海域化工(Hkex:2882)被指涉嫌有人非法挪用公司資金而導致資不抵債，獲法院頒令自行委任臨時清盤人以接管兩家公司。消息指該公司副主席許浩明在事件曝光後主動要求委任德勤會計師事務所作為臨時清盤人，並向監管機構舉報。而證監會及港交所亦罕有地就個別上市公司個案發表聲明，指事件已交由警方跟進，並已引用《證券及期貨條例》第179條，對兩家公司作出調查。而「海域」系兩家公司之主席葉劍波及其妻子傅明憲均末有對此事作出回應。雅虎新聞：明報[]

## 7月25日
- 何文田愛民邨發生家庭暴力事件，一位熱心助人、但是失業的男戶主與妻爭吵及斬傷人後墮樓亡。星島日報[]
- 多名香港立法會議員促請香港政府在東區走廊行車橋之下興建行人浮橋連接港島北海濱長廊，使由中環伸延至筲箕灣一帶。 明報
- 旺角帝京酒店發生懷疑細菌性食物中毒事件後，發病人數合共16人。 明報
- 香港衛生署資料顯示，2000年至2005年間香港餵哺母乳的比率增加了10個百分點至25％，而堅持全母乳餵哺達4至6個月者，更增一倍至11.5％。明報
- 中國全國政協副主席霍英東被傳病危，其助手否認此消息。 明報[]
- 2005年香港有逾1600名大專學生以各種理由中途離校，涉及公帑資助額2.5億港元。明報
- 英國政府向英國國會提交的最新一期半年報告指出，於2006年上半年香港在普選問題上只有極少和不明顯的進展。明報
- 香港警務處公佈2006年上半年香港罪案數字，錄得約3.9萬宗罪案，較去年同期升3.5%，其中銀行劫案較去年同期增加122%，家庭暴力則增幅達三成。明報
- 前香港衛生署署長陳馮富珍，獲中華人民共和國推薦於2006年11月競逐世界衛生組織總幹事一職。 明報[]

## 7月26日
- 位於佐敦佐敦道與渡船街交界，有30多年樓齡的文華新村文華樓前晚發生電表房爆炸火警，其供電配件有待更換，半數住戶在酷熱天氣下受暫停供電之苦，今日電力才可修復。明報
- 一名十三歲少女到旺角一間的士高消遣，其後身體不適而離開，到上午六時三十分，被發現倒臥於旺角道，送到廣華醫院前證實死亡，死者生前曾服用精神科藥物—K仔。新城財經台
- 中文維基百科宣告，中文維基社群所舉辦的第一屆「中文維基年會」現正接受報名。維基新聞

## 7月27日
- 警方於早上在美孚地鐵站拘捕一名李姓男子，懷疑他與近月多宗地鐵列車車門保護膠邊被割破的案件有關。據了解，這名被稱為「地鐵破壞王」的李姓男子，於2005年5月開始，便在行走荃灣綫利用𠝹刀將列車車廂兩扇門之間的膠邊割開，至今共收到70宗同類案件，且犯案手法相同。警方及地鐵分析案件後，發現疑人多在繁忙時間犯案。故雙方連日來採取行動，喬裝乘客埋伏於車廂內，最後成功將疑人拘捕。雅虎新聞：明報[]
- 美國核子動力航空母艦戰鬥群「企業號」（USS Enterprise），今天訪問香港，停泊在青衣島對開水域，艦上6000名官兵分批上岸觀光及購物。明報[]

## 7月28日
- 為期五天的香港動漫節及電玩展在香港會議展覽中心揭幕。明報[]、星島日報

## 7月30日
- 外交部記述有關前國家主席江泽民在任時外交訪問過程的書《為了世界更美好——江澤民出訪紀實》於北京釣魚台國賓館舉行首發儀式。書中就有關香港主權移交的一節中提及中英雙方曾就主權移交儀式上奏國歌的問題，英方曾要求中方於零時零一秒才開始奏中國國歌，以便英方繼續奏國歌至零時，但中方以主權為由而堅拒。此外，書中又談及中英就新機場財務安排談判時，江澤民便提出「要以此問題作為契機，讓北京參與處理跨越1997年的香港事務。」明報[]
- 香港多處陸續舉行盂蘭節派發平安米活動，頗多長者排隊輪米。東方日報[]

## 7月31日
| 香港新聞動態 |
| \| - 2024年香港：1月 - 2月 - 3月 - 4月 - 5月 - 6月 - 7月 - 8月 - 9月 - 10月 - 11月 - 12月 - 2023年香港：1月 - 2月 - 3月 - 4月 - 5月 - 6月 - 7月 - 8月 - 9月 - 10月 - 11月 - 12月 - 2022年香港：1月 - 2月 - 3月 - 4月 - 5月 - 6月 - 7月 - 8月 - 9月 - 10月 - 11月 - 12月 - 2021年香港：1月 - 2月 - 3月 - 4月 - 5月 - 6月 - 7月 - 8月 - 9月 - 10月 - 11月 - 12月 - 2020年香港：1月 - 2月 - 3月 - 4月 - 5月 - 6月 - 7月 - 8月 - 9月 - 10月 - 11月 - 12月 - 2019年香港：1月 - 2月 - 3月 - 4月 - 5月 - 6月 - 7月 - 8月 - 9月 - 10月 - 11月 - 12月 - 2018年香港：1月 - 2月 - 3月 - 4月 - 5月 - 6月 - 7月 - 8月 - 9月 - 10月 - 11月 - 12月 - 2017年香港：1月 - 2月 - 3月 - 4月 - 5月 - 6月 - 7月 - 8月 - 9月 - 10月 - 11月 - 12月 - 2016年香港：1月 - 2月 - 3月 - 4月 - 5月 - 6月 - 7月 - 8月 - 9月 - 10月 - 11月 - 12月 - 2015年香港：1月 - 2月 - 3月 - 4月 - 5月 - 6月 - 7月 - 8月 - 9月 - 10月 - 11月 - 12月 - 2014年香港：1月 - 2月 - 3月 - 4月 - 5月 - 6月 - 7月 - 8月 - 9月 - 10月 - 11月 - 12月 - 2013年香港：1月 - 2月 - 3月 - 4月 - 5月 - 6月 - 7月 - 8月 - 9月 - 10月 - 11月 - 12月 - 2012年香港：1月 - 2月 - 3月 - 4月 - 5月 - 6月 - 7月 - 8月 - 9月 - 10月 - 11月 - 12月 - 2011年香港：1月 - 2月 - 3月 - 4月 - 5月 - 6月 - 7月 - 8月 - 9月 - 10月 - 11月 - 12月 - 2010年香港：1月 - 2月 - 3月 - 4月 - 5月 - 6月 - 7月 - 8月 - 9月 - 10月 - 11月 - 12月 - 2009年香港：1月 - 2月 - 3月 - 4月 - 5月 - 6月 - 7月 - 8月 - 9月 - 10月 - 11月 - 12月 - 2008年香港：1月 - 2月 - 3月 - 4月 - 5月 - 6月 - 7月 - 8月 - 9月 - 10月 - 11月 - 12月 - 2007年香港：1月 - 2月 - 3月 - 4月 - 5月 - 6月 - 7月 - 8月 - 9月 - 10月 - 11月 - 12月 - 2006年香港：1月 - 2月 - 3月 - 4月 - 5月 - 6月 - 7月 - 8月 - 9月 - 10月 - 11月 - 12月 - 2005年香港：1月 - 2月 - 3月 - 4月 - 5月 - 6月 - 7月 - 8月 - 9月 - 10月 - 11月 - 12月 - 2004年香港：1月 - 2月 - 3月 - 4月 - 5月 - 6月 - 7月 - 8月 - 9月 - 10月 - 11月 - 12月 - 2003年香港：1月 - 2月 - 3月 - 4月 - 5月 - 6月 - 7月 - 8月 - 9月 - 10月 - 11月 - 12月 - 2002年香港：1月 - 2月 - 3月 - 4月 - 5月 - 6月 - 7月 - 8月 - 9月 - 10月 - 11月 - 12月 - 2001年香港：1月 - 2月 - 3月 - 4月 - 5月 - 6月 - 7月 - 8月 - 9月 - 10月 - 11月 - 12月 - 2000年香港：1月 - 2月 - 3月 - 4月 - 5月 - 6月 - 7月 - 8月 - 9月 - 10月 - 11月 - 12月 - 1999年香港：1月 - 2月 - 3月 - 4月 - 5月 - 6月 - 7月 - 8月 - 9月 - 10月 - 11月 - 12月 - 1998年香港：1月 - 2月 - 3月 - 4月 - 5月 - 6月 - 7月 - 8月 - 9月 - 10月 - 11月 - 12月 - 1997年香港：1月 - 2月 - 3月 - 4月 - 5月 - 6月 - 7月 - 8月 - 9月 - 10月 - 11月 - 12月 參 \| |
| - 2024年香港：1月 - 2月 - 3月 - 4月 - 5月 - 6月 - 7月 - 8月 - 9月 - 10月 - 11月 - 12月 - 2023年香港：1月 - 2月 - 3月 - 4月 - 5月 - 6月 - 7月 - 8月 - 9月 - 10月 - 11月 - 12月 - 2022年香港：1月 - 2月 - 3月 - 4月 - 5月 - 6月 - 7月 - 8月 - 9月 - 10月 - 11月 - 12月 - 2021年香港：1月 - 2月 - 3月 - 4月 - 5月 - 6月 - 7月 - 8月 - 9月 - 10月 - 11月 - 12月 - 2020年香港：1月 - 2月 - 3月 - 4月 - 5月 - 6月 - 7月 - 8月 - 9月 - 10月 - 11月 - 12月 - 2019年香港：1月 - 2月 - 3月 - 4月 - 5月 - 6月 - 7月 - 8月 - 9月 - 10月 - 11月 - 12月 - 2018年香港：1月 - 2月 - 3月 - 4月 - 5月 - 6月 - 7月 - 8月 - 9月 - 10月 - 11月 - 12月 - 2017年香港：1月 - 2月 - 3月 - 4月 - 5月 - 6月 - 7月 - 8月 - 9月 - 10月 - 11月 - 12月 - 2016年香港：1月 - 2月 - 3月 - 4月 - 5月 - 6月 - 7月 - 8月 - 9月 - 10月 - 11月 - 12月 - 2015年香港：1月 - 2月 - 3月 - 4月 - 5月 - 6月 - 7月 - 8月 - 9月 - 10月 - 11月 - 12月 - 2014年香港：1月 - 2月 - 3月 - 4月 - 5月 - 6月 - 7月 - 8月 - 9月 - 10月 - 11月 - 12月 - 2013年香港：1月 - 2月 - 3月 - 4月 - 5月 - 6月 - 7月 - 8月 - 9月 - 10月 - 11月 - 12月 - 2012年香港：1月 - 2月 - 3月 - 4月 - 5月 - 6月 - 7月 - 8月 - 9月 - 10月 - 11月 - 12月 - 2011年香港：1月 - 2月 - 3月 - 4月 - 5月 - 6月 - 7月 - 8月 - 9月 - 10月 - 11月 - 12月 - 2010年香港：1月 - 2月 - 3月 - 4月 - 5月 - 6月 - 7月 - 8月 - 9月 - 10月 - 11月 - 12月 - 2009年香港：1月 - 2月 - 3月 - 4月 - 5月 - 6月 - 7月 - 8月 - 9月 - 10月 - 11月 - 12月 - 2008年香港：1月 - 2月 - 3月 - 4月 - 5月 - 6月 - 7月 - 8月 - 9月 - 10月 - 11月 - 12月 - 2007年香港：1月 - 2月 - 3月 - 4月 - 5月 - 6月 - 7月 - 8月 - 9月 - 10月 - 11月 - 12月 - 2006年香港：1月 - 2月 - 3月 - 4月 - 5月 - 6月 - 7月 - 8月 - 9月 - 10月 - 11月 - 12月 - 2005年香港：1月 - 2月 - 3月 - 4月 - 5月 - 6月 - 7月 - 8月 - 9月 - 10月 - 11月 - 12月 - 2004年香港：1月 - 2月 - 3月 - 4月 - 5月 - 6月 - 7月 - 8月 - 9月 - 10月 - 11月 - 12月 - 2003年香港：1月 - 2月 - 3月 - 4月 - 5月 - 6月 - 7月 - 8月 - 9月 - 10月 - 11月 - 12月 - 2002年香港：1月 - 2月 - 3月 - 4月 - 5月 - 6月 - 7月 - 8月 - 9月 - 10月 - 11月 - 12月 - 2001年香港：1月 - 2月 - 3月 - 4月 - 5月 - 6月 - 7月 - 8月 - 9月 - 10月 - 11月 - 12月 - 2000年香港：1月 - 2月 - 3月 - 4月 - 5月 - 6月 - 7月 - 8月 - 9月 - 10月 - 11月 - 12月 - 1999年香港：1月 - 2月 - 3月 - 4月 - 5月 - 6月 - 7月 - 8月 - 9月 - 10月 - 11月 - 12月 - 1998年香港：1月 - 2月 - 3月 - 4月 - 5月 - 6月 - 7月 - 8月 - 9月 - 10月 - 11月 - 12月 - 1997年香港：1月 - 2月 - 3月 - 4月 - 5月 - 6月 - 7月 - 8月 - 9月 - 10月 - 11月 - 12月 參       |

1. ↑  容量有限，本表只列出香港回歸以來各年各月香港新聞動態。關於更早年代的各年各月香港新聞動態，詳見於某年香港（某年表示1997年之前的公曆年份）。